# Cova de les Toixoneres
La Cova de les Toixoneres o de les Teixoneres és un jaciment arqueològic i paleontològic del Plistocè superior, declarat bé cultural d'interès local.
El 16 d'agost de 2016 s'hi van descobrir les primeres restes d'un homínid en aquest jaciment: una dent canina inferior i un parietal d'un neandertal, que s'estima podrien ser d'un individu d'entre 7 i 9 anys, batejat pels arqueòlegs com «el nen de Moià». La troballa es va fer pública el dia 20.
La cova era refugi de diferents carnívors, en especial de hienes, i s'hi han trobat restes d'ossos tant de carnívors morts com de preses d'aquests animals, així com copròlits. La presència de carnívors es veu trencada per la presència de neandertals que ocupaven temporalment la cova, sobretot a l'entrada, on hi ha vestigis de llur presència.
Per incrementar l'interès per la visita de les coves, s'ha reconstruït un poblat Neolític, en un espai proper, que reprodueix diferents tipus de cabanes i la manera de viure en un poblat d'aquesta època. És una manera de donar a conèixer la vida al Neolític conjuntament amb la visita del museu on, a més de les troballes que s'han fet a les coves, hi ha una reproducció de la manera de viure en el neolític i de l'arquitectura megalítica trobada a la rodalia.

## Situació geogràfica i geològica
La cova de les Toixoneres és una cova càrstica, una de les dues coves que formen el complex de les Coves del Toll, al terme municipal de Moià (Moianès). Conte tant restes de carnívors que van viure a la cova com restes de presència de neandertals. Forma part dels conductes de drenatge del torrent Mal. Aquesta cova està formada per tres galeries que juntes fan una forma d'U, fent que hi hagi dues entrades a la cova.

## Historia de les intervencions arqueològiques
En un primer moment es creia que la cova de les Toixoneres era el mateix jaciment que la cova del Toll. És per això que quan Serra Ràfols i Oller descobreixen que són jaciments diferents, l'any 1954, ja s'havia fet un sondeig al jaciment (1952). Els treballs de Serra Ràfols es van interrompre el 1954, per mor del descobriment de la galeria sud, l'any 1956 es van reprendre les excavacions fins a l'any 1958 a càrrec de F. Villalta i M. Fusté. El jaciment queda abandonat fins al 1970 quan M. Castellví fa una cata al jaciment veient que el jaciment tenia més potencialitat, però no es duen a terme excavacions, es va segellar el jaciment. A la dècada dels 90 un equip format per D. Serrat, A. Cebria i H. Lumley van dur a terme activitats de restauració del jaciment. No és fins al 2003 que un equip conjunt de la Universitat de Barcelona, Universitat Rovira i Virgili, Universitat de Vic i el IPHES que es reprenen les excavacions sistemàtiques fins avui en dia.

## Descripció
El jaciment té una datació del nivell arqueològic d'entre 30 i 90 ka BP. Dins la cova, es poden determinar 5 èpoques. La primera és una crosta estalactítica datada en 16-14 mil anys, que segella el paquet del Plistocè, aquesta fase es correspon amb l'estrat I. La segona època és un estrat format per un dipòsit de lutites barrejades amb blocs calcaris provinents del sostre. Aquest estrat correspon a una època de bosc fred amb tendència a l'aridesa (formació de l'estrat IIIb) amb dos períodes de més suavitat (formació dels estrats IIIa i IIa) i un de fred extrem (estrat IIb). Aquesta fase correspon als estrats II i III, i és on es troba la presència de grups d'Homo neanderthalensis. La fase número 3 correspon amb una altra crosta estalactítica datada en 100.000 anys corresponent a l'estrat IV. La quarta fase correspon amb els estrats VI, VII, formats per grans blocs calcaris, blocs bretxificats i molt poc sediment de lutites. L'última fase, que està formada per sediments llimosos i sorrencs, comprèn els nivells VIII i IX, tots dos rics en restes faunístiques.
Les datacions dels estrats 2 i 3 es van dur a terme per fòssil director, en aquest cas ossos de Hystrix sp., Microtus cabrerae, Pliomys lenki.

## Troballes
La Cova de les Teixoneres és un jaciment del Paleolític Mitja i, per tant, té els materials típics d'aquesta època. Hi ha quatre categories de troballes.
- Lític: trobem materials lítics de diferents materials, predominant el sílex i el quars, base amb la qual es fa la talla lítica, en aquest cas bàsicament talla levallois, i la talla discoide, per obtenir puntes, rascadores i denticulats. També trobem altres matèries primeres com gres, pedra calcària o pissarra corniana.
- Estructures de combustió: s'han trobat quatre fogars, tres dels quals són de poca durada, però l'últim, és un fogar de mida més gran amb una molt bona conservació, tant del material cendrós com del material termo alterat. Aquests fogars contenen restes de carbons, ossos cremats i restes de talla.
- Fauna: grans quantitats de restes animals, en concret els ossos d'aquests. En ser una cova, trobem grans quantitats d'ossos de carnívors, competidors dels humans, entre els quals Ursus spelaeus, Canis lupus, Vulpes vulpes, Crocuta crocuta spelaea, Lynx sp., Felis silvestris i Meles meles. A més dels carnívors, s'ha detectat la presència de molts herbívors com Cervus elaphus, Equus ferus, Equus hydruntinus, Hystrix sp, Bos taurus /Bisó, Stephanorhinus hemitoechus, Dama dama, Microtus cabrerae, Capreolus capreolus i Sus scrofa. S'estan estudiant restes de Mammuthus i de Coelodonta, per confirmar-ne la identificació.[9]
- Copròlits: defecacions de carnívors fossilitzades.

## Contextualització cultural, mediambiental, econòmic, social i ideològic
Com hem esmentat abans, el jaciment està emmarcat dins del Plistocè mitja, és per això que trobem els tatxons típics d'un ambient mediterrani durant el Plistocè mitja i superior, així com la seva tecnologia lítica s'emmarca en les cadenes operatives, levallois, discoide i ortogonal característics del Paleolític mitjà. ens trobem que hi ha una dualitat de carnívors, amb hibernació de l'os a l'hivern mentre que les hienes i altres carnívors menors la utilitzaven per establir-hi caus en els seus respectius moments de cria. Aquest règim ordenat d'ús de la cova pels grans carnívors sembla constant i tan sols es veia truncat ocasionalment per les visites de petits grups de neandertals durant els seus desplaçaments pel territori.
Aquestes ocupacions esporàdiques de neandertals, ja que eren nòmades, es focalitzaven a l'entrada de la cova, centrant les seves activitats al voltant del foc, es limitaven a la configuració d'alguna eina i al consum d'animals de l'entorn immediat a excepció del nivell IIIb, en el qual sembla que la dinàmica d'ocupacions de curta durada. A més a més, tot i que en les primeres campanyes el material recollit a l'interior de la cova era gairebé inexistent pel que fa a les restes antròpiques, s'ha trobat un fogar a l'interior de la cova que modificaria aquestes hipòtesis.

## Estudis paral·lels
El fet que aquesta cova hagi sigut residència tant d'homínids com de carnívors va fer que aquests carnívors modifiquessin la distribució dels artefactes dins de la cova, tant pel carronyeig de les restes faunístiques com pel moviment de restes lítiques. És per això que s'estan duent a terme estudis experimentals per tal de saber quin és el grau d'actuació d'aquests carnívors en la disposició del material, i com afecta aquest carronyeig a les restes faunístiques. Un exemple és el que s'està duent a terme en el Parque de la Naturaleza de Cabárzeno, on es reprodueixen campaments com l'excavat en la Cova de les Teixoneres, amb fogars, eines lítiques i faunístiques, a dins dels recintes de carnívors (hienes, lleons i llops) i s'observa com aquests modifiquen la distribució espacial del campament abandonat.